# C adattípusok

A C programozási nyelvben az adattípusok alkotják az adatelemek tárolásának szemantikáját és jellemzőit. A nyelvi szintaxisban memóriahelyek vagy változók deklarációi formájában fejezik ki őket. Az adattípusok határozzák meg a műveletek típusait vagy az adatelemek feldolgozásának módszereit is.
A C nyelv alapvető aritmetikai típusokat biztosít, például egész és valós szám típusokat, valamint szintaxist tömb- és összetett típusok létrehozásához. A C szabványos könyvtár fejlécei, amelyeket include direktívákon keresztül kell használni, a támogatott típusok definícióit tartalmazzák, amelyek további tulajdonságokkal rendelkeznek, például pontos méretű tárhelyet biztosítanak, függetlenül az adott hardverplatformon alkalmazott nyelvi implementációtól.

## Elsődleges típusok

### Fő típusok
A C nyelv négy alapvető aritmetikai típusleírót biztosít: char, int, float és double (valamint a boolean típust: bool), továbbá módosítókat: signed, unsigned, short és long. Az alábbi táblázat felsorolja a megengedett kombinációkat nagyszámú, méretspecifikus deklaráció megadásakor.
| Típus                                                                 | Magyarázat | Méret (bit) | Formátumleíró                                          | Tartomány              | Decimális konstansok utótagja  |
| --------------------------------------------------------------------- | --- | ----------- | ------------------------------------------------------ | ---------------------- | ------------------------------ |
| bool                                                                  | Logikai típus, a C23-ban hozzáadva. | 1 (exact)   | %d                                                     | [false, true]          | N/A                            |
| char                                                                  | A gép legkisebb címezhető egysége, amely alap karakterkészletet tartalmazhat. Egész típusú. A tényleges típus lehet előjeles vagy előjel nélküli. CHAR_BIT biteket tartalmaz. | ≥8          | %c                                                     | [CHAR_MIN, CHAR_MAX]   | N/A                            |
| signed char                                                           | Mérete megegyezik a char méretével, de garantáltan előjeles. Legalább a [−127, +127] tartományt képes tartalmazni. | ≥8          | %c                                                     | [SCHAR_MIN, SCHAR_MAX] | N/A                            |
| unsigned char                                                         | Mérete megegyezik a char méretével, garantáltan előjel nélküli. Legalább a [0, 255] tartományt tartalmazza. | ≥8          | %c                                                     | [0, UCHAR_MAX]         | N/A                            |
| - short - short int - signed short - signed short int                 | Rövid (short) előjeles egész típusú. Képes legalább a [−32 767, 32 767] tartományt tartalmazni. | ≥16         | %hi vagy %hd                                           | [SHRT_MIN, SHRT_MAX]   | N/A                            |
| - unsigned short - unsigned short int                                 | Rövid előjel nélküli egész típusú. Legalább a [0, 65 535] tartományt tartalmazza. | ≥16         | %hu                                                    | [0, USHRT_MAX]         | N/A                            |
| - int - signed - signed int                                           | Alapvető előjeles egész szám típus. Legalább a [−32 767, 32 767] tartományt tartalmazza. | ≥16         | %i vagy %d                                             | [INT_MIN, INT_MAX]     | none                           |
| - unsigned - unsigned int                                             | Alapvető előjel nélküli egész szám típus. Legalább a [0, 65 535] tartományt tartalmazza. | ≥16         | %u                                                     | [0, UINT_MAX]          | u vagy U                       |
| - long - long int - signed long - signed long int                     | Hosszú (long) előjeles egész szám típus. Képes legalább a [−2 147 483 647, 2 147 483 647] tartományt tartalmazni. | ≥32         | %li vagy %ld                                           | [LONG_MIN, LONG_MAX]   | l vagy L                       |
| - unsigned long - unsigned long int                                   | Hosszú, előjel nélküli egész típusú. Legalább a [0, 4 294 967 295] tartományt képes tartalmazni. | ≥32         | %lu                                                    | [0, ULONG_MAX]         | mindkét u vagy U és l vagy L   |
| - long long - long long int - signed long long - signed long long int | Long long előjeles egész szám típus. Legalább a [−9 223 372 036 854 776 000, 9 223 372 036 854 776 000] tartományt tartalmazhatja. A szabvány C99-es verziója óta specifikálva. | ≥64         | %lli vagy %lld                                         | [LLONG_MIN, LLONG_MAX] | ll vagy LL                     |
| - unsigned long long - unsigned long long int                         | Long long előjel nélküli egész szám típus. Legalább a [0, 18 446 744 073 709 552 000] range. A szabvány C99-es verziója óta van megadva. | ≥64         | %llu                                                   | [0, ULLONG_MAX]        | mindkét u vagy U és ll vagy LL |
| float                                                                 | Valós lebegőpontos típus, amelyet általában egyetlen pontosságú lebegőpontos típusként emlegetnek. A tényleges tulajdonságok nincsenek meghatározva (kivéve a minimális korlátokat); azonban a legtöbb rendszeren ez az IEEE 754 egyszeres pontosságú bináris lebegőpontos formátum (32 bit). Ezt a formátumot az opcionális F. függelék, az "IEC 60559 lebegőpontos aritmetika" írja elő. |             | Szövegből konvertálás::- %f %F - %g %G - %e %E - %a %A |                        | f vagy F                       |
| double                                                                | Valós lebegőpontos típus, amelyet általában dupla pontosságú lebegőpontos típusként emlegetnek. A tényleges tulajdonságok nincsenek meghatározva (kivéve a minimális korlátokat); azonban a legtöbb rendszeren ez az IEEE 754 dupla pontosságú bináris lebegőpontos formátum (64 bit). Ezt a formátumot az opcionális F. függelék, az "IEC 60559 lebegőpontos aritmetika" írja elő. |             | - %lf %lF - %lg %lG - %le %lE - %la %lA                |                        | none                           |
| long double                                                           | Valós lebegőpontos típus, általában kiterjesztett pontosságú lebegőpontos számformátumra van leképezve. A tényleges tulajdonságok nincsenek meghatározva. Lehet x86 kiterjesztett pontosságú lebegőpontos formátum (80 bit, de jellemzően 96 bit vagy 128 bit a memóriában kitöltő bájtokkal), a nem IEEE "double-double" (128 bit), az IEEE 754 négyszeres pontosságú lebegőpontos formátum (128 bit), vagy megegyezik a double formátummal. Részletekért lásd a long double-ról szóló cikket. |             | %Lf %LF %Lg %LG %Le %LE %La %LA                        |                        | l vagy L                       |

1. 1 2 3 4 5  A minimális tartományok [−(2n−1−1), 2n−1−1] (pl. [−127,127]) a szabvány által megengedett különféle egész szám reprezentációkból származnak (egyes komplemens(wd), előjel-nagyság, kettes komplemens).[4] A legtöbb platform azonban kettes komplemenst használ, ami egy [−2m−1, 2m−1−1] alakú tartományt jelent, ahol m ≥ n ezeknél a megvalósításoknál, pl. [−128,127] (SCHAR_MIN == −128 és SCHAR_MAX == 127) egy 8 bites előjeles karakter esetén. A C23 óta az egyetlen megengedett reprezentáció a kettes komplemens, ezért az értékek legalább [−2n−1, 2n−1−1] tartományba esnek.[5]
2. ↑  vagy %hhi numerikus kimenet esetén
3. ↑  vagy %hhu numerikus kimenet esetén
4. ↑  Ezek a formázó karakterláncok szöveg formázására is léteznek, de dupla típuson működnek.
5. 1 2  A nagybetűk különböznek a kisbetűktől a kimenetben. A nagybetűs specifikátorok nagybetűs, a kisbetűs pedig kisbetűs értékeket hoznak létre (%A, %E, %F, %G olyan értékeket hoznak létre, mint az INF, NAN és E (kitevő) nagybetűs formában)

Az Egész típusok tényleges mérete implementációnként változik. A szabvány csak az adattípusok közötti méretrelációkat és az egyes adattípusok minimális méretét írja elő:
A relációs követelmények a következők: a long long nem lehet kisebb, mint a long, ami nem kisebb, mint az int, ami nem kisebb, mint a short. Mivel a char mérete mindig a minimálisan támogatott adattípus, ezért egyetlen más adattípus (a bitmezők kivételével) sem lehet kisebb ettől.
A char minimális mérete 8 bit, a short és int értékeké 16 bit, a long értékeké 32 bit, a long long értékeknek pedig legalább 64 bitet kell tartalmazniuk.
Az int típusnak azt az egész számtípust kell használnia, amellyel a célprocesszor a leghatékonyabban dolgozik. Ez nagy rugalmasságot biztosít: például minden típus lehet 64 bites. Azonban számos különböző egész szám szélességű séma (adatmodell) népszerű. Mivel az adatmodell határozza meg, hogyan kommunikálnak a különböző programok, egy adott operációs rendszer alkalmazásfelületén belül egységes adatmodellt használnak.
A gyakorlatban a char általában 8 bites, a short pedig általában 16 bites méretű (ahogy az előjel nélküli megfelelőik is). Ez olyan változatos platformokra igaz, mint az 1990-es évekbeli SunOS 4 Unix, a Microsoft MS-DOS, a modern Linux és a Microchip MCC18 a beágyazott 8 bites PIC mikrovezérlőkhöz. A POSIX megköveteli, hogy a char pontosan 8 bites méretű legyen.
A C szabványban található különféle szabályok teszik az előjel nélküli karaktert (unsigned char) az alapvető típussá, amelyet tetszőleges, nem bitmezős objektumok tárolására alkalmas tömbökhöz használnak: a kitöltő bitek és a trap reprezentációk hiánya, az objektumreprezentáció definíciója, és az aliasing lehetősége.
A lebegőpontos típusok tényleges mérete és viselkedése implementációnként is változik. Az egyetlen követelmény, hogy a long double ne legyen kisebb, mint a double, ami viszont nem kisebb, mint a float. A float és a double értékekhez általában a 32 bites, illetve a 64 bites IEEE 754 bináris lebegőpontos formátumot használják.
A C99 szabvány új valós lebegőpontos típusokat tartalmaz, a float_t és a double_t típusokat, amelyeket a <math.h> fájlban definiálunk. Ezek megfelelnek a lebegőpontos kifejezések közbenső eredményeihez használt típusoknak, amikor az FLT_EVAL_METHOD értéke 0, 1 vagy 2. Ezek a típusok szélesebbek lehetnek, mint a long double.
1. ↑  Az FLT_EVAL_METHOD értéke eghatározza azt a pontosságot, amellyel az összes lebegőpontos aritmetikai művelet végrehajtásra kerül az értékadás és a konvertálás kivételével:
  - negatív értékek, kivéve -1 – implementáció által definiált viselkedés
  - -1 – az alapértelmezett pontosság nem ismert
  - 0 – minden művelet és konstans a használt típus tartományában és pontosságában értékelődik ki. Ezenkívül a float_t és a double_t egyenértékű a float és a double értékekkel.
  - 1 – minden művelet és konstans a double tartományában és pontosságában értékelődik ki. Ezenkívül mind a float_t, mind a double_t egyenértékű a double értékkel.
  - 2 – minden művelet és konstans a long double tartományában és pontosságában értékelődik ki. Ezenkívül mind a float_t, mind a double_t egyenértékű a long double értékkel.

A C99-es verzióban komplex típusokat is hozzáadtunk: float _Complex, double _Complex, long double _Complex. A C11-es verzióban képzetes típusokat is hozzáadtunk (amelyeket a C99 informatív mellékletében ismertettünk): float _Imaginary, double _Imaginary, long double _Imaginary. A <complex.h> fejléc beillesztése lehetővé teszi, hogy mindezen típusok elérhetők legyenek a komplex, illetve képzetes típusokkal.

### Logikai típus
A C99 hozzáadott egy _Bool logikai adattípust. Ezenkívül az <stdbool.h> fejléc a bool értéket definiálja a típus kényelmes álneveként, és makrókat is biztosít a true (igaz) és false (hamis) értékekhez. A _Bool hasonlóan működik, mint egy normál egész típus, egy kivétellel: a _Bool-hoz tartozó, nem 0 (false) értékek 1 (true) értékként tárolódnak. Ez a viselkedés az egész szám túlcsordulásainak elkerülésére szolgál az implicit szűkítő konverziók során. Például a következő kódban:
A C23-ban a logikai típust áthelyezték bool-ra, így az <stdbool.h> fejléc mostantól használhatatlanná vált.
```
unsigned
 
char
 
b
 
=
 
256
;

if
 
(
b
)
 
{

    
/* do something */

}

```

A b változó hamis értéket ad vissza, ha az unsigned char mérete 8 bit. Ez azért van, mert a 256-os érték nem illik az adattípusba, aminek következtében az alsó 8 bitje kerül felhasználásra, ami nulla értéket eredményez. A típus megváltoztatása azonban az előző kód normál működését eredményezi:
```
_Bool
 
b
 
=
 
256
;

if
 
(
b
)
 
{

    
/* do something */

}

```

A _Bool típus azt is biztosítja, hogy az igaz értékek mindig egyenlőek legyenek egymással:
```
_Bool
 
a
 
=
 
1
,
 
b
 
=
 
2
;

if
 
(
a
 
==
 
b
)
 
{

    
/* this code will run */

}

```

A C23-ban a bool a nyelv alapvető funkciójává vált, lehetővé téve a következő kódpéldát:
```
bool
 
b
 
=
 
true
;

if
 
(
b
)
 
{

    
/* this code will run */

}

```

### Bitpontos egész számtípusok
A C23 óta a nyelv lehetővé teszi a programozó számára, hogy tetszőleges számú bit szélességű egész számokat definiáljon. Ezeket a típusokat _BitInt(N) alakban adjuk meg, ahol N egy egész szám konstans kifejezés, amely a kettes komplementerben ábrázolt bitek számát jelöli, beleértve az előjeles típusok előjelbitjét is. Az N maximális értékét a BITINT_MAXWIDTH adja meg, és legalább ULLONG_WIDTH. Ezért a _BitInt(2) típus (vagy signed _BitInt(2)) −2 és 1 közötti értékeket vehet fel, míg az unsigned _BitInt(2) 0 és 3 közötti értékeket. Az unsigned _BitInt(1) típus is létezik, amely vagy 0, vagy 1, és nincs vele egyenértékű előjeles típusa.

### Méret- és mutatókülönbség-típusok
A C nyelvi specifikáció tartalmazza a size_t és ptrdiff_t typedef-eket a memóriával kapcsolatos mennyiségek ábrázolására. Méretüket a célprocesszor aritmetikai képességei határozzák meg, nem pedig a memória-kapacitások, például az elérhető címtartomány. Mindkét típus az <stddef.h> fejlécben van definiálva (C++-ban cstddef).
A size_t egy előjel nélküli egész típusú érték, amely bármely objektum (beleértve a tömböket is) méretét jelöli az adott implementációban. A sizeof operátor egy size_t típusú értéket eredményez. A size_t maximális méretét a SIZE_MAX makrókonstans adja meg, amely az <stdint.h> fejlécben van definiálva (C++-ban cstdint fejléc). A size_t garantáltan legalább 16 bit széles. Ezenkívül a POSIX tartalmazza az ssize_t értékét, amely egy előjeles egész szám típusú, és amelynek szélessége megegyezik a size_t szélességével.
A ptrdiff_t egy előjeles egész típusú függvény, amely a mutatók közötti különbséget ábrázolja. Garantáltan csak azonos típusú mutatókra érvényes; a különböző típusokból álló mutatók kivonása implementáció által definiált.

### Interfész az alaptípusok tulajdonságaihoz
Az alapszámtani típusok tényleges tulajdonságairól, például a méretéről, információkat makrókonstansok biztosítanak két fejlécben: a <limits.h> fejléc (climits fejléc C++-ban) egész típusú makrókat, a <float.h> fejléc (cfloat fejléc C++-ban) pedig lebegőpontos típusokhoz tartozó makrókat definiál. A tényleges értékek a megvalósítástól függenek

#### Egész típusok tulajdonságai
- CHAR_BIT – a karakter típus mérete bitben, általában egy bájt méretének nevezik (legalább 8 bit)
- SCHAR_MIN, SHRT_MIN, INT_MIN, LONG_MIN, LLONG_MIN(C99) – Az előjeles egész szám típusok minimális lehetséges értéke: signed char, signed short, signed int, signed long, signed long long
- SCHAR_MAX, SHRT_MAX, INT_MAX, LONG_MAX, LLONG_MAX(C99) – az előjeles egész típusú számok maximális lehetséges értéke: signed char, signed short, signed int, signed long, signed long long
- UCHAR_MAX, USHRT_MAX, UINT_MAX, ULONG_MAX, ULLONG_MAX(C99) – előjel nélküli egész típusú számok maximális lehetséges értéke: unsigned char, unsigned short, unsigned int, unsigned long, unsigned long long
- CHAR_MIN – a minimálisan lehetséges char érték
- CHAR_MAX – a char maximális lehetséges értéke
- MB_LEN_MAX – maximális bájtszám egy több-bájtos karakterben
- BOOL_WIDTH (C23) – _Bool bitszélessége, mindig 1
- CHAR_WIDTH (C23) – char bitszélessége; CHAR_WIDTH, UCHAR_WIDTH és SCHAR_WIDTH definíció szerint egyenlőek CHAR_BIT-tel
- SCHAR_WIDTH, SHRT_WIDTH, INT_WIDTH, LONG_WIDTH, LLONG_WIDTH (C23) – a signed char bitszélessége, rendre short, int, long, és long long
- UCHAR_WIDTH, USHRT_WIDTH, UINT_WIDTH, ULONG_WIDTH, ULLONG_WIDTH (C23) – Az unsigned char, unsigned short, unsigned int, unsigned long és unsigned long long bitszélessége rendre.

#### Lebegőpontos típusok tulajdonságai
- FLT_MIN, DBL_MIN, LDBL_MIN – a float, double és long double minimális normalizált pozitív értéke
- FLT_TRUE_MIN, DBL_TRUE_MIN, LDBL_TRUE_MIN (C11) – a float, double és long double minimális pozitív értéke
- FLT_MAX, DBL_MAX, LDBL_MAX – a float, double és long double maximális véges értéke
- FLT_ROUNDS – kerekítési mód lebegőpontos műveletekhez
- FLT_EVAL_METHOD (C99) – különböző lebegőpontos típusokat tartalmazó kifejezések kiértékelési módszere
- FLT_RADIX – a kitevő alapja lebegőpontos típusokban
- FLT_DIG, DBL_DIG, LDBL_DIG – A float, double és long double értékekkel a pontosság elvesztése nélkül ábrázolható decimális jegyek száma
- FLT_EPSILON, DBL_EPSILON, LDBL_EPSILON – 1,0 és a float, double és long double következő reprezentálható értéke közötti különbség[a]
- FLT_MANT_DIG, DBL_MANT_DIG, LDBL_MANT_DIG – Az FLT_RADIX-alapú számjegyek száma a lebegőpontos szignifikánsban float, double és long double típusok esetén
- FLT_MIN_EXP, DBL_MIN_EXP, LDBL_MIN_EXP – legkisebb negatív egész szám, amelynél az FLT_RADIX egynél kisebb hatványra emelve rendre normalizált float, double és long double
- FLT_MIN_10_EXP, DBL_MIN_10_EXP, LDBL_MIN_10_EXP – legkisebb negatív egész szám, amelyre a 10-et erre a hatványra emelve rendre normalizált float, double és long double
- FLT_MAX_EXP, DBL_MAX_EXP, LDBL_MAX_EXP – legnagyobb pozitív egész szám, amelynél az FLT_RADIX egynél kisebb hatványra emelve rendre normalizált float, double és long double
- FLT_MAX_10_EXP, DBL_MAX_10_EXP, LDBL_MAX_10_EXP – legnagyobb pozitív egész szám, amelynek 10-es hatványa rendre normalizált float, double és long double
- DECIMAL_DIG (C99) – A decimális számjegyek minimális száma, amely lehetővé teszi, hogy a legszélesebb körben támogatott lebegőpontos típus tetszőleges száma DECIMAL_DIG egy pontossággal decimálisan ábrázolható legyen, és az eredeti lebegőpontos típusban visszaolvasható legyen az értékének megváltoztatása nélkül. A DECIMAL_DIG legalább 10.

1. ↑  A gépi epszilon vagy gépi pontosság a lebegőpontos számrendszerekben a kerekítésből adódó relatív közelítési hiba(wd) felső korlátja. Ez az érték jellemzi a számítógépes aritmetikát a numerikus analízis területén, és tágabb értelemben a számítástudományban. A mennyiséget macheps-nek is nevezik, és görögül a következő szimbólummal jelölik: epszilon ε.

## Fix szélességű egész számtípusok
A C99 szabvány számos új egész számtípus definícióját tartalmazza a programok hordozhatóságának javítása érdekében.
 A már elérhető alapvető egészszám-típusokat elégtelennek ítélték, mivel tényleges méretük implementációfüggő, és rendszerekenként eltérő lehet. Az új típusok különösen hasznosak beágyazott környezetekben, ahol a hardver általában csak néhány típust támogat, és ez a támogatás környezetenként változik. Minden új típus az <inttypes.h> fejlécben van definiálva (C++-ban a cinttypes fejléc), és a <stdint.h> fejlécben (C++-ban cstdint) is elérhetők. A típusok a következő kategóriákba csoportosíthatók:
- Pontos szélességű egész típusok, amelyek garantáltan azonos n bitszámmal rendelkeznek minden implementációban. Csak akkor szerepelnek benne, ha elérhető az implementációban.
- Legkisebb szélességű egész típusú típusok, amelyek garantáltan a megvalósításban elérhető legkisebb típust képviselik, és legalább meghatározott számú n bitet tartalmaznak. Garantáltan legalább N=8, 16, 32, 64 bitre vannak megadva.
- A leggyorsabb egészszám-típusok, amelyek garantáltan a leggyorsabb egészszám-típusok az implementációban, legalább meghatározott számú n bittel. Garantáltan legalább N=8, 16, 32, 64 bitre meg vannak adva.
- Mutató egész típusú típusok, amelyek garantáltan képesek mutatót tárolni. Csak akkor szerepelnek benne, ha az implementációban elérhető.
- Maximális szélességű egész számtípusok, amelyek garantáltan a legnagyobb egész számtípusok a megvalósításban.

A következő táblázat összefoglalja a típusokat és a megvalósítási részletek megszerzéséhez szükséges interfészt (n a bitek számát jelöli):
| Típuskategória      | Előjeles típusok | Előjeles típusok | Előjeles típusok | Előjel nélküli típusok | Előjel nélküli típusok | Előjel nélküli típusok |
| Típuskategória      | Típus            | Minimális érték  | Maximális érték  | Típus                  | Minimális érték        | Maximális érték        |
| ------------------- | ---------------- | ---------------- | ---------------- | ---------------------- | ---------------------- | ---------------------- |
| Pontos szélesség    | intn_t           | INTn_MIN         | INTn_MAX         | uintn_t                | 0                      | UINTn_MAX              |
| Legkisebb szélesség | int_leastn_t     | INT_LEASTn_MIN   | INT_LEASTn_MAX   | uint_leastn_t          | 0                      | UINT_LEASTn_MAX        |
| Leggyorsabb         | int_fastn_t      | INT_FASTn_MIN    | INT_FASTn_MAX    | uint_fastn_t           | 0                      | UINT_FASTn_MAX         |
| Mutató              | intptr_t         | INTPTR_MIN       | INTPTR_MAX       | uintptr_t              | 0                      | UINTPTR_MAX            |
| Maximális szélesség | intmax_t         | INTMAX_MIN       | INTMAX_MAX       | uintmax_t              | 0                      | UINTMAX_MAX            |

### Printf és scanf formátumleírók
Az <inttypes.h> fejléc (C++-ban cinttypes) olyan funkciókat biztosít, amelyek kibővítik a <stdint.h> fejlécben definiált típusok funkcionalitását. Makrókat definiál a printf formátumú karakterlánc és a scanf formátumú karakterlánc specifikátorokhoz, amelyek megfelelnek a <stdint.h>-ban definiált típusoknak, valamint számos függvényt az intmax_t és uintmax_t típusokkal való munkához. Ez a fejléc a C99-ben került hozzáadásra.

#### Printf format string
A makrók formátuma PRI{fmt}{type}. Itt az {fmt} határozza meg a kimenet formázását, és a következők egyike lehet: d (decimális), x (hexadecimális), o (oktális), u (előjel nélküli) és i (egész). A {type} határozza meg az argumentum típusát, és a következők egyike lehet: n, FASTn, LEASTn, PTR, MAX, ahol n az argumentumban lévő bitek számát jelöli.

#### Scanf format string
A makrók formátuma SCN{fmt}{type}. Itt az {fmt} határozza meg a kimenet formázását, és a következők egyike lehet: d (decimális), x (hexadecimális), o (oktális), u (előjel nélküli) és i (egész szám). A {type} határozza meg az argumentum típusát, és a következők egyike lehet: n, FASTn, LEASTn, PTR, MAX, ahol n az argumentumban lévő bitek számát jelöli.

## További lebegőpontos típusok
A fix szélességű egész típusúakhoz hasonlóan az ISO/IEC TS 18661 szabvány lebegőpontos típusokat határoz meg az IEEE 754 adatcseréhez és a kiterjesztett bináris és decimális formátumokhoz:
- _FloatN bináris adatcsere formátumokhoz;
- _DecimalN decimális adatcsere formátumokhoz;
- _FloatNx bináris kiterjesztett formátumokhoz;
- _DecimalNx decimális kiterjesztett formátumokhoz.

## Struktúrák
A struktúrák több, potenciálisan eltérő adattípusú adatelem tárolását egyetlen memóriablokkba összesítik, amelyre egyetlen változó hivatkozik. A következő példa a "birthday" adattípusú struktúrát deklarálja, amely egy személy nevét és születésnapját tartalmazza. A struktúra definícióját a "John" változó deklarációja követi, amely lefoglalja a szükséges tárhelyet.
```
struct
 
birthday
 
{

    
char
 
name
[
20
];

    
int
 
day
;

    
int
 
month
;

    
int
 
year
;

};

struct
 
birthday
 
John
;

```

Egy struktúra memória-elrendezése minden platform esetében nyelvi implementációs kérdés, néhány korlátozással. Az első tag memóriacímének meg kell egyeznie magának a struktúra címével. A struktúrák inicializálhatók vagy hozzárendelhetők összetett literálok segítségével. Egy függvény közvetlenül is visszaadhat egy struktúrát, bár ez futásidejűleg gyakran nem hatékony. A C99 óta egy struktúra egy rugalmas tömbtaggal is végződhet.
Egy saját típusú struktúrára mutató mutatót tartalmazó struktúrát általában kapcsolt adatstruktúrák felépítésére használnak:
```
struct
 
node
 
{

    
int
 
val
;

    
struct
 
node
 
*
next
;

};

```

## Tömbök
Minden T típushoz, a void és függvény típusok kivételével, léteznek az „N elemből álló T típusú tömb” típusok. A tömb azonos típusú értékek gyűjteménye, amelyek egymás után tárolódnak a memóriában. Egy N méretű tömböt 0-tól N−1-ig terjedő egész számok indexelnek. Íme egy rövid példa:
```
int
 
cat
[
10
];
  
// array of 10 elements, each of type int

```

A tömbök inicializálhatók összetett inicializálóval, de nem rendelhető hozzájuk érték. A tömbök a függvényeknek az első elemre mutató mutató átadásával adhatók át. A többdimenziós tömböket "tömbök tömbjeként …" definiáljuk, és a legkülső dimenzió kivételével mindegyiknek fordítási idejű állandó méretűnek kell lennie:
```
int
 
a
[
10
][
8
];
  
// array of 10 elements, each of type 'array of 8 int elements'

```

## Mutatók
Minden T adattípushoz tartozik egy T adattípus-mutató. A mutató egy olyan adattípus, amely egy adott típusú változó tárolási helyének címét tartalmazza. A mutatókat a csillaggal (*) jelölt típusdeklarátorral deklaráljuk, amely az alap tárolási típust követi, és a változó nevét előzi meg. A csillag előtti vagy utáni szóközök nem kötelezőek.
```
char
 
*
square
;

long
 
*
circle
;

int
 
*
oval
;

```

A mutatók mutató adattípusokhoz is deklarálhatók, így több közvetett mutatót hozva létre, például "char **" és "int ***", beleértve a tömbtípusokra mutató mutatókat is. Ez utóbbiak ritkábbak, mint a mutatók tömbjei, és szintaxisuk zavaró lehet:
```
char
 
*
pc
[
10
];
   
// array of 10 elements of 'pointer to char'

char
 
(
*
pa
)[
10
];
 
// pointer to a 10-element array of char

```

A pc elem tíz, a pointer to char kifejezés mutatójának méretével megegyező memóriablokkot igényel (általában 40 vagy 80 bájt a hagyományos platformokon), de a pa elem csak egyetlen mutató (4 vagy 8 bájt méretű), és az általa hivatkozott adat egy tíz bájtos tömb (sizeof *pa == 10).

## Uniók
Az unió típus egy speciális konstrukció, amely lehetővé teszi ugyanahhoz a memóriablokkhoz való hozzáférést különböző típusleírások használatával. Például adattípusok uniója deklarálható úgy, hogy ugyanazon adatok egész számként, lebegőpontos számként vagy bármilyen más felhasználó által deklarált típusként olvashatók:
```
union
 
{

    
int
 
i
;

    
float
 
f
;

    
struct
 
{

        
unsigned
 
int
 
u
;

        
double
 
d
;

    
}
 
s
;

}
 
u
;

```

Az u teljes mérete megegyezik az u.s méretével – ami történetesen az u.s.u és az u.s.d méreteinek összegével egyenlő –, mivel s nagyobb, mint i és f is. Amikor valamit az u.i-hez rendelünk, az u.f egyes részei megmaradhatnak, ha az u.i kisebb, mint az u.f.
Egy uniótagtól való olvasás nem ugyanaz, mint a konvertálás, mivel a tag értékét nem konvertáljuk, hanem csak olvassuk.

## Függvénymutatók
A függvénymutatók lehetővé teszik egy adott megnevezéssel rendelkező függvényekre való hivatkozást. Például a standard abs függvény címének a my_int_f változóban való tárolásához:
```
int
 
(
*
my_int_f
)(
int
)
 
=
 
&
abs
;

// the & operator can be omitted, but makes clear that the "address of" abs is used here

```

A függvénymutatókat név szerint hívjuk meg, akárcsak a normál függvényhívásokat. A függvénymutatók elkülönülnek a mutatóktól és a void mutatóktól.

## Típusminősítők
A fent említett típusok tovább jellemezhetők típusminősítőkkel, így minősített típust (qualified type) kapunk. 2014-ben és a C11-es verzióban négy típusminősítő létezik a C szabványban: const (C89), volatile (C89), restrict (C99) és _Atomic (C11) – az utóbbinak saját neve van, hogy elkerülje a felhasználói nevekkel való ütközést, de a közönségesebb atomic név is használható, ha a <stdatomic.h> fejléc szerepel. Ezek közül a const messze a legismertebb és leggyakrabban használt, amely a standard könyvtárban is megjelenik, és a C nyelv minden jelentős használatában előfordul, amelynek meg kell felelnie a const-helyesség követelményének. A többi minősítőt alacsony szintű programozáshoz használják, és bár széles körben használják ott, a tipikus programozók ritkán használják őket.

## Fordítás
Ez a szócikk részben vagy egészben  a   C data types című angol Wikipédia-szócikk fordításán alapul.  Az eredeti cikk szerkesztőit annak laptörténete sorolja fel. Ez a jelzés csupán a megfogalmazás eredetét és a szerzői jogokat jelzi, nem szolgál a cikkben szereplő információk forrásmegjelöléseként.